# Europejski Komisarz ds. Morza Śródziemnego

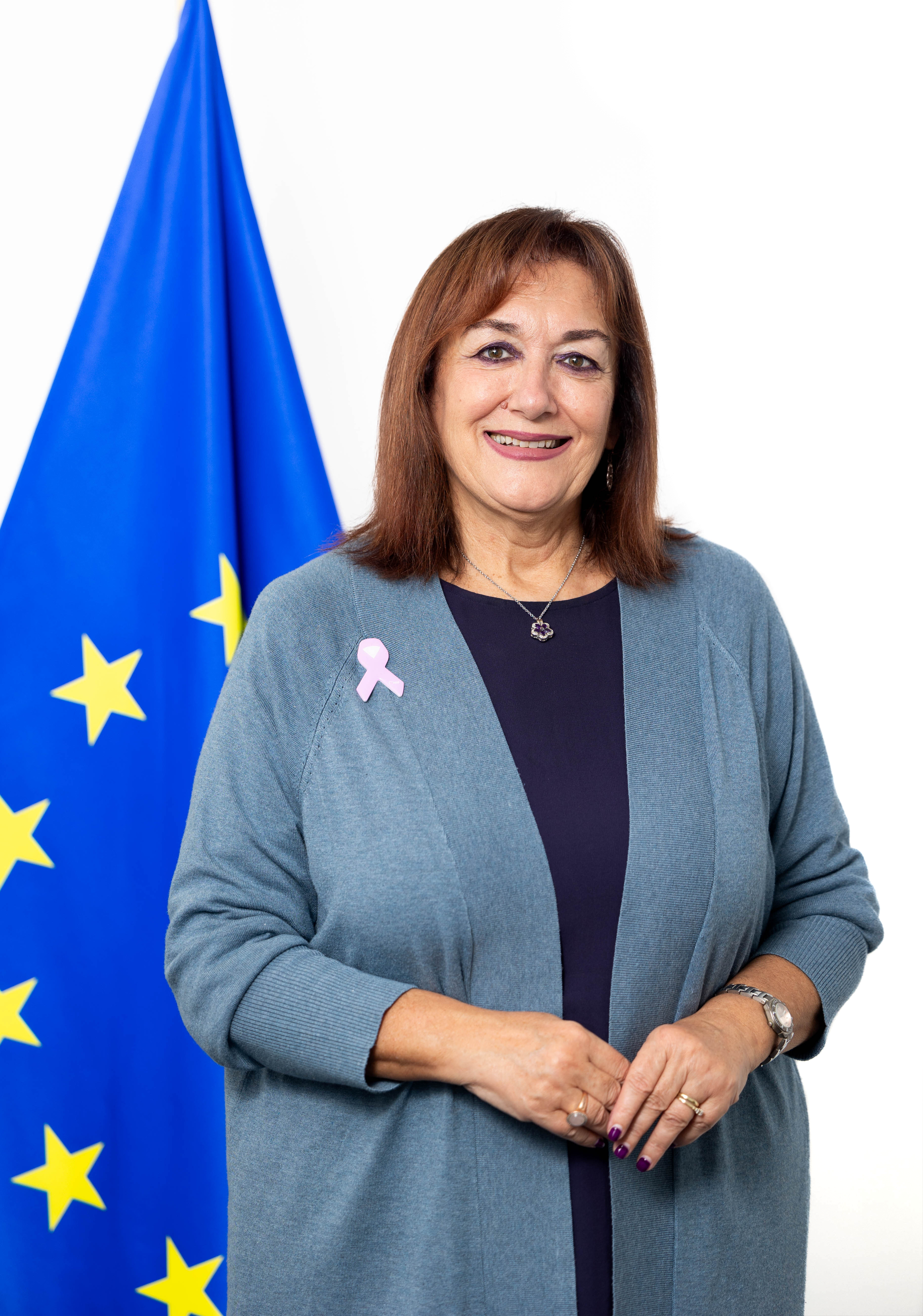
Europejski Komisarz ds. Morza Śródziemnego - Dubravka Šuica

Europejski Komisarz ds. Morza Śródziemnego – członek Komisji Europejskiej. Odpowiedzialny za koordynację współpracy Unii Europejskiej z regionem Morza Śródziemnego i południowym sąsiedztwem. Jego głównym celem jest rozwijanie partnerstw opartych na dialogu, wspólnych wartościach oraz wzmacnianie stabilności, bezpieczeństwa i dobrobytu w regionie.

## Powstanie stanowiska
Stanowisko zostało utworzone w związku z potrzebą zwiększenia strategicznego zaangażowania Unii Europejskiej w regionie Morza Śródziemnego oraz południowego sąsiedztwa. W obliczu wyzwań, takich jak migracja, bezpieczeństwo, transformacja energetyczna i rozwój gospodarczy, Komisja Europejska uznała, że konieczne jest stworzenie dedykowanego stanowiska. Zadaniem komisarza jest koordynacja działań UE w kluczowych obszarach, takich jak inwestycje, stabilność, bezpieczeństwo i wzmacnianie współpracy z krajami sąsiedzkimi, w tym Bliskim Wschodem i krajami Zatoki Perskiej.

## Zakres obowiązków
Europejski Komisarz ds. Morza Śródziemnego odpowiada za:
- Nowy Pakt dla Morza Śródziemnego, który koncentruje się na budowaniu kompleksowych partnerstw, w tym inwestycji, stabilności gospodarczej, miejsc pracy, energetyce, transporcie, bezpieczeństwie, migracji oraz innych wspólnych obszarach,
- Integracja polityk gospodarczych, rozwojowych, pokojowych i bezpieczeństwa, które mają na celu długoterminową stabilność w regionie Morza Śródziemnego,
- Współpraca z Komisją ds. energii w celu utworzenia Trans-Medytacyjnej Inicjatywy Współpracy Energetycznej i Czystych Technologii, zwiększając handel energią odnawialną oraz produkcję technologii ekologicznych, wspieranych przez inicjatywę Global Gateway,
- Realizacja zewnętrznych aspektów unijnej polityki migracyjnej, w tym kontrola granic, walka z przemytem ludzi, współpraca w zakresie ochrony praw człowieka oraz zwalczanie przestępczości zorganizowanej i terroryzmu,
- Promowanie współpracy w zakresie ochrony infrastruktury krytycznej i bezpieczeństwa regionalnego,
- Wspieranie realizacji strategii UE wobec Bliskiego Wschodu, w tym wspieranie działań na rzecz rozwiązania konfliktu izraelsko-palestyńskiego oraz rozwijanie partnerstw z krajami Zatoki Perskiej w ramach strategicznych umów partnerskich,
- Zarządzanie i wdrażanie polityki demograficznej UE, w tym wspieranie dialogów i wymiany doświadczeń między państwami członkowskimi, a także integracja grup niedostatecznie reprezentowanych na rynku pracy, takich jak kobiety i młodzież.

## Lista komisarzy
|   | Komisarz       | Lata    | Komisja          |
| - | -------------- | ------- | ---------------- |
| 1 | Dubravka Šuica | od 2024 | von der Leyen II |